# 深水埔街坊福利會小學
深水埔街坊福利會小學（英語：Shamshuipo Kaifong Welfare Association Primary School），是位於香港九龍深水埗汝州街的一間全日制男女小學，由深水埔街坊福利事務促進會於1964年創辦。學校現時採用中文教學，其校舍面積達1000平方米。

## 校政管理
歷任校監
- 黃伯芹 先生[3]
- 莫華燦 先生[4]
- 廖子強 先生[5]
- 梁鉅海 先生

歷任校長
- 陳昆棟 先生[3]
- 黃肇焯 先生[6]
- 林德信 先生[7]
- 馮應祺 先生[5]
- 張麗雲 女士

## 簡史
1964年創校，辦學團體為深水埔（即今深水埗）街坊福利事務促進會，街坊會自創立以來，承先啟後、置會、展會務、建校舍，為深水埔坊眾之兒女提供就學機會。

## 辦學宗旨
作育英才，在德、智、體、群、美五育中， 
能夠均衡發展，奠定做人基礎。 
成為良好公民，造福人群。

## 設施
校舍共有標準課室12個，並設有禮堂、校務處、輔導室、圖書館、音樂室、電腦教學室、醫療室、教學資源室、體育室、制服團隊室、小組活動室、小食部和多個儲物室。

## 校內團隊
- 交通安全隊
- 童軍
- 風紀隊
- 公益少年團
- 少年警訊

## 著名/傑出校友
- 羅嘉良：香港著名藝人 (約1975年畢業)
- 林日豐：前獅子會中學校長（1973年上午校）[8]

## 外部連結
- 深水埔街坊福利會小學 （页面存档备份，存于）
- 深水埔街坊福利會小學家長教師會
- 深水埔街坊福利會小學校友會